# Anthurium barrieri
Anthurium barrieri Croat, Scherber. & G.Ferry, 2006 è una pianta della famiglia delle Aracee, endemica del Perù.